# Gustav Wetterström
Karl Gustav Evert Wetterström (ur. 15 października 1911 w Norrköping, zm. 16 listopada 1991 tamże) – szwedzki piłkarz występujący na pozycji pomocnika lub napastnika, reprezentant Szwecji w latach 1934–1938.

## Kariera klubowa
Podczas kariery piłkarskiej występował w IK Sleipner. Z klubem tym wywalczył jedyne w jego historii mistrzostwo Szwecji w sezonie 1937/38. Rok wcześniej zdobył wicemistrzostwo.

## Kariera reprezentacyjna
W reprezentacji Szwecji Wetterström zadebiutował 23 września 1934 w przegranym 4:5 meczu z Finlandią w ramach Pucharu Nordyckiego.
W 1938 roku selekcjoner József Nagy powołał go na Mistrzostwa Świata 1938. Na mundialu we Włoszech wystąpił on w dwóch meczach: ćwierćfinale z Kubą (hat trick) oraz półfinale z Węgrami. Ostatni raz w reprezentacji zagrał 21 czerwca 1938 w wygranym 1:0 meczu Pucharu Nordyckiego z Danią. Ogółem w latach 1934–1938 wystąpił w reprezentacji w 7 meczach, w których zdobył 7 bramek.
| Mecze i gole w reprezentacji | Mecze i gole w reprezentacji | Mecze i gole w reprezentacji | Mecze i gole w reprezentacji | Mecze i gole w reprezentacji | Mecze i gole w reprezentacji | Mecze i gole w reprezentacji |
| #                            | Data                         | Miasto                       | Przeciwnik                   | Gol                          | Wynik                        |                              |
| ---------------------------- | ---------------------------- | ---------------------------- | ---------------------------- | ---------------------------- | ---------------------------- | ---------------------------- |
| 1.                           | 23.09.1934                   | Helsinki                     | Finlandia                    |                              | 4:5                          | Puchar Nordycki              |
| 2.                           | 20.06.1937                   | Solna                        | Estonia                      | Gol · Gol · Gol              | 7:2                          | el. MŚ 1938                  |
| 3.                           | 23.06.1937                   | Warszawa                     | Polska                       | Gol                          | 1:3                          | Mecz towarzyski              |
| 4.                           | 27.06.1937                   | Bukareszt                    | Rumunia                      |                              | 2:2                          | Mecz towarzyski              |
| 5.                           | 12.06.1938                   | Antibes                      | Kuba                         | Gol · Gol · Gol              | 8:0                          | MŚ 1938                      |
| 6.                           | 16.06.1938                   | Paryż                        | Węgry                        |                              | 1:5                          | MŚ 1938                      |
| 7.                           | 21.06.1938                   | Kopenhaga                    | Dania                        |                              | 1:0                          | Puchar Nordycki              |

## Sukcesy
IK Sleipner
- mistrzostwo Szwecji: 1937/38